# Controversia sobre la energía nuclear

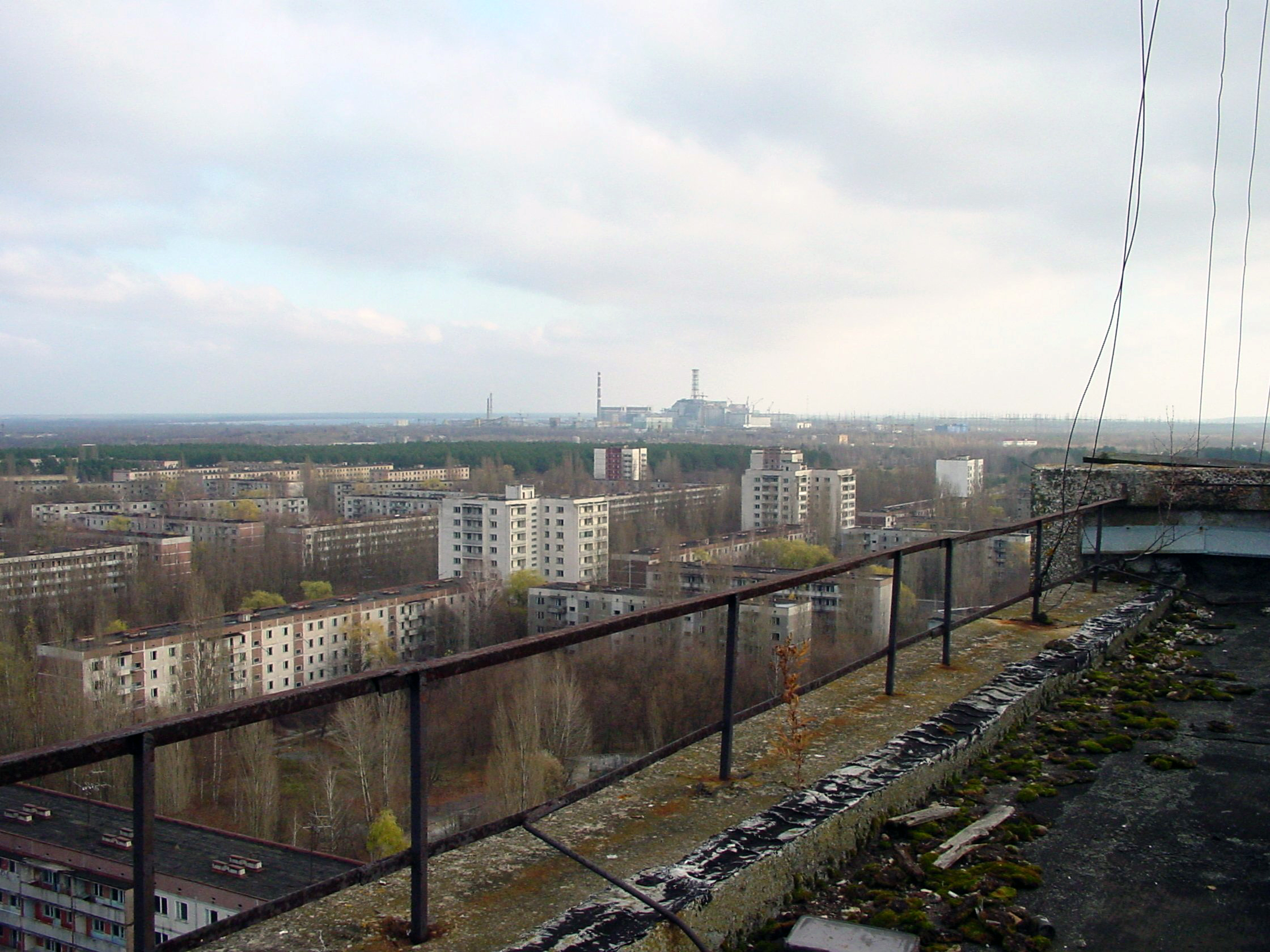
Vista de la central nuclear de Chernóbil -al fondo- tomada desde la ciudad abandonada de Pripiat en Ucrania. El accidente de Chernóbil se considera el mayor desastre nuclear civil.
Se consideran los Bombardeos atómicos sobre Hiroshima y Nagasaki realizados por Estados Unidos el 6 y el 9 de agosto de 1945 el mayor ataque nuclear de la historia. Hacia finales de ese mismo año, por efecto de las bombas, habían muerto 140.000 personas en Hiroshima y 80.000 en Nagasaki -la mitad murieron los días del bombardeo-.

Se denomina controversia sobre la energía nuclear al debate existente sobre la necesidad o no del uso de la energía nuclear. 
Desde el nacimiento de la energía nuclear el debate ha tenido varias fases reconocibles. Inicialmente tuvo un gran apoyo debido a lo novedoso de la tecnología por una parte y al encarecimiento progresivo del petróleo por otra, que alcanzó su cúspide en la crisis del petróleo del 73. Después sufrió un parón tras el accidente de Three Mile Island en 1979 y posteriormente tras el accidente nuclear de Chernóbil. La energía nuclear volvió a tener un resurgimiento relativo con nuevos proyectos de construcciones a partir de finales del siglo XX debido, de nuevo, al encarecimiento del petróleo, la denominada crisis energética a la que se ha sumado un nuevo argumento —proclamado por los defensores de la energía nuclear—, no contribuiría al calentamiento global. Sin embargo, durante estos últimos 25 años, la energía nuclear no logró demostrar una capacidad económica y técnica de reemplazar los combustibles fósiles al no poder superar el 6% de la producción de energía primaria mundial.[cita requerida] Además el resurgimiento se detuvo bruscamente debido al Accidente nuclear de Fukushima I.
El debate se centra en varios aspectos fundamentales: los costes de construcción y operación, la seguridad de las centrales nucleares, los residuos radiactivos generados y la proliferación de armamento nuclear.

## Evolución histórica de la controversia

### Los inicios de la energía nuclear
La energía nuclear se comenzó a utilizar con fines civiles inmediatamente después de finalizada la Segunda Guerra Mundial. En ese momento de euforia colectiva la energía nuclear se planteó como la solución a cualquier problema energético, apareciendo múltiples aplicaciones, desde tratamientos terapéuticos de dudosa eficacia hasta automóviles de propulsión nuclear que nunca salieron de la fase de proyecto. Incluso reconocidos autores de ciencia ficción, como Isaac Asimov en su serie de novelas Fundación, preveían un uso de esta energía de forma doméstica e incluso individual. Sí se pusieron en marcha algunas de estas aplicaciones en vehículos como submarinos.
La generación eléctrica con energía nuclear se realizó por primera vez en un reactor nuclear (en el EBR-I) el 20 de diciembre de 1951. Ya por aquel entonces comenzaron a aparecer los argumentos a favor y en contra de este tipo de energía, afirmando unos que gracias a la energía nuclear "nuestros hijos podrán disfrutar de una electricidad tan barata que no podrá medirse", mientras que otros afirmaban que la energía nuclear no podría en el futuro "alcanzar más de un quinto de la energía total" de Estados Unidos. Cuatro años más tarde, el 26 de junio de 1954, entro en funcionamiento la primera central nuclear del mundo de generación de electricidad para uso civil, la Central nuclear de Óbninsk, , en la antigua Unión Sovietica, con una capacidad de 5000 Kwh. 
En diciembre de 1953 en un discurso pronunciado por el presidente Dwight Eisenhower llamado Átomos para la paz, con el objetivo básico de detener la proliferación del armamento nuclear que era previsible que se produjera en todo el mundo, enfatizó el aprovechamiento útil del átomo y la necesidad de establecer una política del gobierno de los EE. UU. que apoyara la utilización de la energía nuclear con fines pacíficos en el resto de países, al tiempo que impedía el desarrollo de armamento nuclear en otros países mientras que durante su presidencia EE. UU. pasaba del millar de cabezas nucleares a 22.000. Las consecuencias de este discurso reportaron grandes beneficios para empresas de EE. UU. al acordar en los siguientes años la construcción de decenas de centrales nucleares en Japón, donde se invirtió para que los medios de comunicación cambiaran la fuerte opinión en contra de la población, y en 14 países más.

### La crisis del petróleo
La Crisis del petróleo de 1973 generó graves problemas de abastecimiento energético, sobre todo en aquellos que como Japón o Francia lo consumían en grandes cantidades para la producción de electricidad. Por este motivo se produjo un avance en los estudios sobre la diversificación de las fuentes de energía, incluyendo la energía nuclear, la solar o la eólica, entre otras fuentes de energía que podrían permitir una menor dependencia de los países productores de petróleo. Francia y Japón decidieron apoyar firmemente el uso de reactores nucleares comerciales que sustituyeran a los que consumían petróleo, construyendo cada uno alrededor de 50 nuevos reactores en una década.
En esa época mejoró sensiblemente la percepción social sobre la energía nuclear ya que permitió reducir el coste de la electricidad en los países industrializados[cita requerida].

### Elmovimiento antinuclear
A mediados de los años 70 algunos sectores del recién creado Movimiento ecologista criticaron la proliferación de centrales nucleares producida por la crisis del petróleo.[cita requerida]
Estos solicitaron el cierre de varias centrales nucleares en el mundo, consiguiendo en parte sus objetivos.

### El nuevo replanteamiento
A finales del siglo XX y principios del XXI, comienza a replantearse la construcción de nuevos reactores nucleares en varios países por distintos motivos:
- Una nueva crisis energética, apoyada en un siempre creciente consumo de petróleo y la cercanía del final de las reservas conocidas de petróleo barato (con precio inferior a los $100 por barril),
- El imparable crecimiento de las nuevas economías de mercado emergentes (Rusia y todas las ex-repúblicas soviéticas, China y la India principalmente) que supuso un mayor consumo energético,
- Los nuevos informes acerca del efecto de los gases invernadero sobre el clima global (el calentamiento global por motivos antropogénicos), que comenzaron a limitar el consumo de combustibles fósiles como el petróleo o el carbón,
- Los nuevos desarrollos en tecnología nuclear, tanto en el tratamiento de residuos como en la seguridad de los reactores.

En 1994 James Lovelock, considerado por algunos como el padre del movimiento ecologista y creador de la hipótesis de Gaia, concede una entrevista al periódico británico The Independent en el que defiende la opción nuclear para evitar el desastre ambiental que supone el calentamiento global.

No podemos continuar consumiendo combustibles fósiles, y no hay forma de que las energías renovables, el viento, las mareas y el agua puedan proporcionar suficiente energía a tiempo. [...] Si tuviéramos 50 años podríamos hacer de estas nuestras fuentes primordiales. Pero no tenemos 50 años...Incluso si cesáramos toda combustión de combustibles fósiles inmediatamente, las consecuencias de lo que ya hemos hecho permanecerían durante 1000 años.
 James Lovelock

Aunque algunos ecologistas se pronunciaron en contra de Lovelock, lo cierto es que él no era el único que se comenzaba a replantear su postura:

Tras 30 años mi punto de vista ha cambiado, y el resto de los movimientos ecologistas también necesita un replanteamiento de sus opiniones, ya que la energía nuclear puede ser la fuente  energética que salve nuestro planeta de otro posible desastre: el cambio climático.
Patrick Moore

La amenaza del cambio climático está muy cerca. Por eso digo que la energía nuclear es la única opción para combatir el cambio climático ahora.
Mijaíl Gorbachov

La implantación de la energía nuclear, al menos con usos pacíficos, es "imparable" en el mundo.
Felipe González

Para el año 2007, varios países (entre otros Finlandia, Brasil, México, China, EE. UU....) habían comenzado a construir nuevas centrales nucleares tras un parón de 20 años en la construcción de nuevos reactores, mientras que en otros países, como el Reino Unido o Francia se planteaba la construcción de nuevos reactores. En España se reabrió en 2004 el debate de si era o no necesaria la energía nuclear. En Italia se propuso relanzar el programa nuclear el año 2008.
Varias organizaciones, incluido el IPCC, comenzaron a sostener que la energía nuclear era uno de los mecanismos que podrían ayudar en la lucha contra la emisión de gases de efecto invernadero, en particular del CO2.
Según algunos autores, la cuestión fundamental a resolver de cara a la opinión pública en cuanto a los residuos es la de llegar a una solución aceptada por todos sobre como proceder con los residuos de alta actividad.
Aunque la posibilidad de nuevos accidentes sigue siendo hoy en día uno de los motivos de crítica respecto a esta energía, algunas fuentes afirman que este tema se ha convertido en un tema de demagogia política sobre la base de un oportunismo político, un instrumento para obtener votos oclocráticamente:

La aversión a la energía nuclear, apoyada en la más absoluta ignorancia, es recibida con agrado por millones de personas, que tampoco entienden nada del asunto, y sólo tiene dos explicaciones: o una obcecación que impide el normal funcionamiento de la mente o un oportunismo político que linda con la irresponsabilidad
Carlos Sánchez del Río, catedrático de Física Atómica y Nuclear, expresidente del CSIC y de la Real Academia de Ciencias Exactas, Físicas y Naturales.

En España en 2019 la política Rosa Díez, portavoz de UPyD (un partido minoritario entonces en el Congreso de los Diputados y extinto desde 2020 por orden judicial), defendía la energía nuclear en una entrevista periodística:

Sin duda, la energía nuclear es una energía segura y barata que es mejor producir que comprar. Por tanto debemos dejarnos de demagogia pseudo-progre al efecto y es ridículo seguir insistiendo en los riesgos de esta energía o seguir llamándola contaminante: es segura y, en modo alguno, es la más contaminante
Rosa Díez

Según un informe de la Fundación BBVA cuando se pregunta a los entrevistados en qué medida estarían a favor o en contra del uso de las diferentes fuentes de energía en España se da un 3,1 sobre 10 a la energía nuclear. Además se indica que existe un conocimiento bajo sobre la misma y que el nivel del conocimiento aumenta con el nivel de estudios del encuestado

## Ventajas e inconvenientes
Es un ejercicio difícil, pero necesario para formarse una opinión sobre la conveniencia o no de apostar por la energía nuclear. Es difícil, por las posiciones tan enfrentadas, que hace que todo pierda cierto grado de objetividad. 

### Ventajas

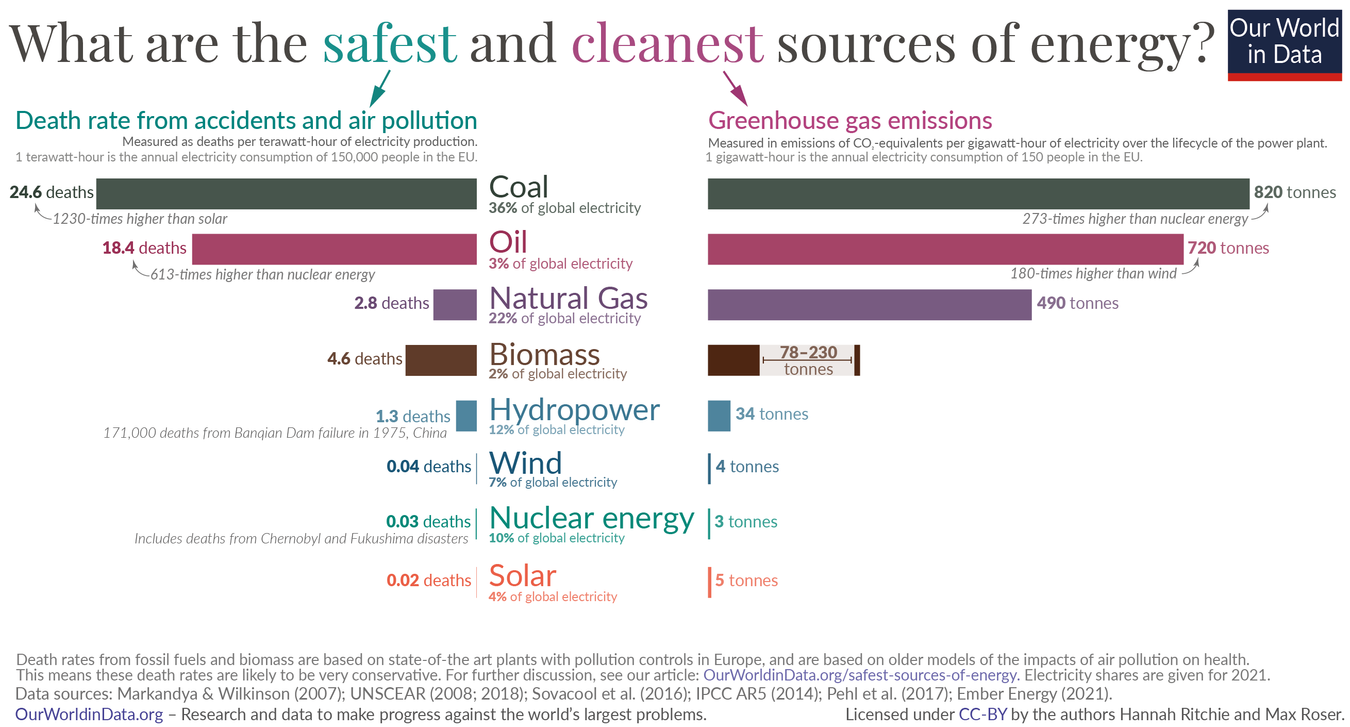

- Una de las ventajas de la energía nuclear es que no presenta ninguna incidencia en el llamado efecto invernadero, es decir, no emite gases nocivos que contribuyan al calentamiento de la Tierra y al empobrecimiento de nuestra atmósfera. En este aspecto, presentan una ventaja clara sobre las centrales térmicas, donde el uso de combustibles fósiles como el carbón y el petróleo provoca la emisión de CO2 a la atmósfera. Si bien es cierto que este argumento está sujeto a la ausencia de accidentes ya que el accidente nuclear de Fukushima, donde las aguas radiactivas siguen contaminando el Pacífico, muestra indicios de zonas en la costa de California donde no hay presencia de algas, responsables de la mayor parte del oxígeno del planeta.[15]
- Para terminar, la relación entre la cantidad de combustible utilizado y la energía obtenida es mucho mayor que en otras energías. Esto se traduce, también, en un ahorro en transportes, residuos, etc.
- Residuos fáciles de desechar. Los residuos de muy baja actividad tienen una vida corta/media/larga por lo que son fáciles de desechar. Los residuos de baja y media actividad tienen una vida corta y media aunque pueden tener una vida larga, son más radioactivos. Los de alta actividad son más peligrosos y tienen una vida muy larga. Pero todos estos residuos se pueden tratar con cuidado enterrándolos bajo tierra y aislándolos con plomo u hormigón.
- Los accidentes son poco comunes y han bajado la frecuencia desde los últimos conocidos. No ha habido muchas más muertes comparadas con las otras energías.

## Inconvenientes

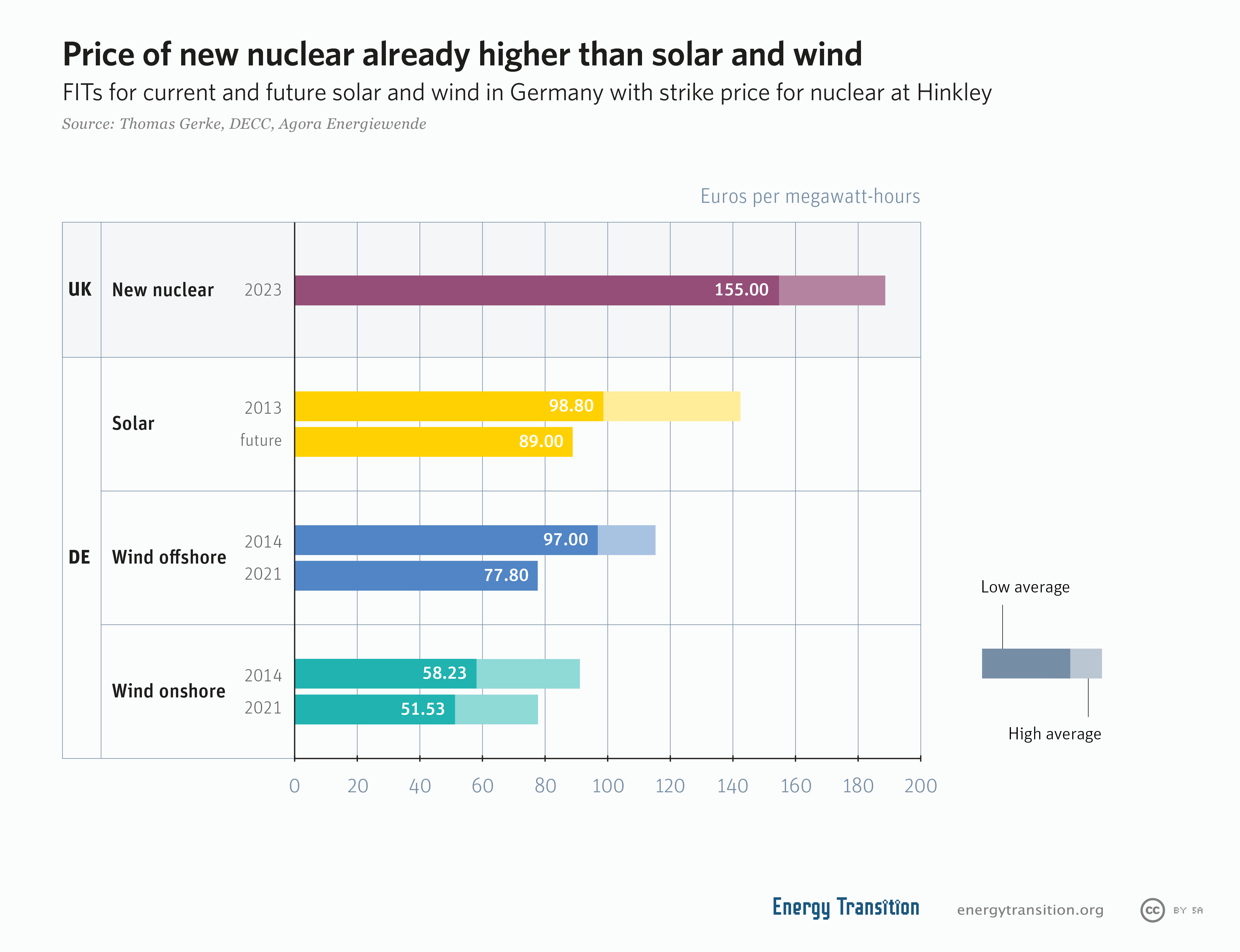
El precio de la nueva energía nuclear es más alto que el de la energía renovable.

#### Elrendimiento o relación producción/costes.
Una afirmación común que ha sido habitual encontrar en todo debate sobre la energía nuclear es que se trata de una energía de alto rendimiento, y por tanto de mayor rentabilidad coste/beneficio que otras (sobre todo respecto a las energías de combustibles fósiles). No obstante, muchas de esas afirmaciones (incluso aunque aporten informes técnicos precisos) suelen considerar para este balance los costes durante su vida útil, que incluyen básicamente el combustible y el mantenimiento de instalaciones. Sin embargo, para un estudio plenamente objetivo es necesario considerar todos los costes, incluyendo los de instalación (montaje de la central nuclear), los de explotación (combustible, personal, mantenimiento, seguridad, etc), los de la gestión posterior de los residuos nucleares y los de desmantelamiento de la central. Si se incorporan al cálculo todos los costes, el balance es marcadamente menos favorable, y lo sitúa como una de las energías más caras. 
En los últimos años, desde que se ha retomado la construcción de centrales nucleares en diversos países, se han puesto de manifiesto los costes y tiempos de construcción de los últimos reactores nucleares construidos 
- Votgle 3 y 4[17][18] en EE. UU. 36.800 millones de dólares y más de 12 años de retrasos[19]
- Olkiluoto 3 (Finlandia), el mayor reactor nuclear de Europa, que tras 18 años de obras acumula 13 años de retraso y una inversión de 11.000 millones de euros, (8.000 más de lo previsto).
- Flamanville 3[20] en Francia, con trece años de retraso y 13 200 millones de euros (algunas fuentes dicen que el coste podría superar los 19.000 millones de euros si se incluyen los costos financieros[21][22]).

y los que aun se encuentran en construcción: 
- Hinkley Point C en Reino Unido con más de 50 000 millones de euros de costes de construcción[23] y varios años de retraso.

Votgle 3 y 4 ha enseñado que ahora los georgianos tienen la central eléctrica más cara del mundo, cuya instalación ha costado a los contribuyentes 14 720 millones de dólares por gigavatio (GWe), frente a los 500 000 a 1,5 millones de dólares/GWe de la solar, eolica o ciclo combinado. Recientes facturas de electricidad de Georgia Power han demostrado que el aumento de la factura para los georgianos se sitúa entre el 30% y el 40% .
Todas las cifras anteriores vienen a demostrar tercamente, que los costes y plazos de construcción de las centrales nucleares son inasumibles, sobre todo frente a las tecnologías renovables actuales. Así, los informes actuales sobre el coste nivelado de la energía, ponen de manifiesto que en 2025, el coste del MWh producido por una central nuclear ronda los 180 $, frente a los aproximadamente 58-60 $/MWh de la solar o eólica. Y todo ello, sin contar los costes de la gestión de los residuos nucleares generados.
Muestra de los enormes costes de las centrales nucleares, son las bancarrotas de grandes empresas constructoras de las mismas. Así lo demuestra la quiebra de Westinghouse Electric, la división de energía nuclear de Toshiba, que se declaró en bancarrota en Estados Unidos en marzo de 2017. Esta decisión se tomó debido a los altos costos asociados con la construcción de nuevas centrales nucleares, especialmente las de tipo AP1000, en la  central nuclear V.C. Summer en Jenkinsville, Carolina del Sur (EE. UU.), proyecto de construcción de dos reactores , que fue abandonado en 2017 tras la quiebra de la constructora. El proyecto, que ya había consumido 9 mil millones de dólares, fue detenido debido a enormes retrasos y sobrecostos. El 9 de marzo de 2013 comenzó oficialmente la construcción de la unidad 2, que era el primer reactor que comenzaba a construirse en Estados Unidos en 30 años. Los analistas estiman que completar la construcción podría haber costado en última instancia más de 23 mil millones de dólares. Westinghouse Electric, fundada por George Westinghouse, era una empresa con una larga historia en el sector de la energía nuclear y otros negocios relacionados con la electricidad. La decisión de declararse en bancarrota fue un hito significativo, ya que Westinghouse había sido un jugador importante en el desarrollo de la energía nuclear en Estados Unidos. La compañía enfrentó dificultades financieras debido a los sobrecostos y retrasos en la construcción de las nuevas centrales nucleares. La quiebra de Westinghouse afectó a Toshiba, que sufrió pérdidas millonarias y tuvo que tomar medidas para recuperarse.  
Asimismo, la francesa EDF tuvo que ser completamente nacionalizada por el Estado francés, debido a la enorme deuda que arrastraba (43 000 millones de euros). Los resultados financieros de EDF eran catastróficos porque el parque nuclear francés producía mucha menos energía, dado que una cuarta parte de la producción nuclear había desaparecido por mantenimiento y por corrosiones descubiertas en los reactores nucleares de toda Francia. Por ello, EDF no se beneficiaba del aumento de los precios del mercado, ya que producía menos electricidad. La propia EDF estimaba que el mantenimiento de sus centrales nucleares en 2022 le costaría 18 500 millones de euros. Además, sus cuentas también se habían deteriorado por el “escudo tarifario”, la decisión del Gobierno francés de obligarle a vender más electricidad barata, para contener la factura eléctrica y para hacer parecer a la nuclear una energía competitiva, acumulando en total, unas pérdidas de 26.000 millones de euros en 2021. Las cuentas de EDF estaban también dañadas por los retrasos y sobrecostes de Flamanville 3, que acumula un gasto de casi 20.000 millones. Mientras el precio de la energía fotovoltaica y la eólica se había reducido un 89% y un 72% desde 2009 a 2021, la nuclear se ha encarecido un 33% y era la segunda fuente de electricidad más cara.
Además, a todos los costes de construcción, funcionamiento y mantenimiento, hay que añadir el de la gestión de los residuos nucleares. Los costes de los almacenes de residuos nucleares en construcción también son enormes, como Onkalo en Finlandia (5 000 millones de euros) o el Proyecto Cigéo en Francia (entre 26 100 y 37 500 millones de euros), los cuales siguen poniendo de manifiesto los enormes costes de la energía nuclear frente a otras fuentes.
Viendo los costes de Onkalo, podemos hacer unas sencillas cuentas: teniendo en cuenta que a precios de hoy Onkalo ha costado 5300 millones de euros aproximadamente, y que le caben 6500 toneladas de combustible gastado, una sencilla división arroja un coste por tonelada de 815 384,6154 euros. Si calculamos que un reactor medio (1000 MWe) produce unas 20 t de combustible gastado, es fácil calcular que el almacenamiento del combustible gastado en un año cuesta unos 16.307.692,308 €, y si tenemos en cuenta que ese mismo reactor produce alrededor de 8500 GWh de electricidad durante ese año, se comprueba que el coste de la gestión del combustible gastado asciende a unos 1.918,55 €/GWh. 
Todo ello, sumado a los costes de construcción (haciendo cálculos sobre los costes de Votgle 3 y 4), nos arrojan la increíble cifra de 28.862,745 euros por cada GWh producido durante toda la vida útil de la central. Y todo ello sin tener en cuenta los costes de funcionamiento(personal, mantenimiento y seguridad, combustible, etc).
En España, los defensores de las nucleares, insisten en que el coste de la gestión de los residuos, es sufragado por las empresas productoras, mediante la denominada "tasa Enresa". El coste de esta tasa en España lo asumen inicialmente las empresas propietarias de las centrales nucleares, que son Iberdrola, Endesa, Naturgy y EDP. Se supone que deben pagar esta tasa para financiar la gestión de los residuos radiactivos y el desmantelamiento de las centrales nucleares al final de su vida útil, bajo el principio de que "quien contamina, paga". Pero este extremo se demuestra falso, toda vez que, aunque las empresas son las que desembolsan directamente la tasa, estas repercuten el coste sobre el precio de la electricidad producida, incluyendo ese coste en el global del precio de la energía que se distribuye a los mayoristas, los cuales trasladan a su vez el pago a los consumidores finales en sus facturas.

#### El problema de los residuos nucleares generados
Los residuos nucleares y la dificultad para gestionarlos, ya que tardan muchísimos años en perder su radiactividad y peligrosidad para la vida, es un inconveniente crucial en el uso de esta tecnología. 
Hay que tener en cuenta que un reactor nuclear de tamaño medio (1000 MWe) produce una media de 20 toneladas de combustible nuclear gastado, a los que hay que añadir entre 50 y 130 m3 de otros residuos radiactivos de baja y media actividad, que también hay que almacenar durante decenas o cientos de años. Por ejemplo, solo la central española de Cofrentes produjo unos 255 metros cúbicos de residuos sólidos en 2020.
Dado el volumen y los costes derivados de la gestión del almacenamiento en superficie de estos residuos, hoy en día la tendencia es enterrarlos en estructuras geológicas estables y profundas (AGP), que es una solución, que no resuelve el problema, y que conlleva costes muy elevados y no exenta de riesgos. Hay líneas de investigación donde se utilizarían procesos nucleares subsiguientes, donde los residuos producidos de larga vida son convertidos en otros de vida corta, que supondrían la resolución de este problema.
Recientemente (2024) ha entrado en funcionamiento en fase de pruebas el AGP de Onkalo (Finlandia). Dicho almacén se empezó a proyectar a mediados de la década de los 90, y se empezó a construir en 2004, por lo que su diseño y construcción se ha prolongado durante 30 años aproximadamente. Este almacén geológico está diseñado para albergar durante al menos 100.000 años el combustible radiactivo gastado. Para hacerse una idea, hace 100.000 es cuando el Homo Sapiens empezó a poblar Asia y a mezclarse con los neandertales, por lo que se antoja dificil preveer lo que le sucederá a Onkalo durante esos 100.000 años.
Toda vez que Onkalo tiene una capacidad para 6.500 toneladas de combustible, y dado el volumen previsto de combustible generado por los 5 reactores nucleares que posee Finlandia, parece claro que el almacén estará lleno en menos de 80 años, momento en el cual, el combustible gastado se dejará enfriar durante 40 años, y transcurrido ese tiempo, será envasado en contenedores de hierro fundido recubiertos por una gruesa capa de cobre anticorrosión y colocados en agujeros de deposición, que serán luego sellados con arcilla de bentonita. Se espera que el sellado final y desmantelamiento de la instalación se realice alrededor del año 2120.
Según los cálculos, el coste inicial previsto de construcción, funcionamiento y desmantelamiento de Onkalo es de 3400 millones de euros (unos 5300 millones a precios de 2024).
Visto el tiempo de construcción y la capacidad de Onkalo, es fácil concluir que dentro de 50 años Finlandia tendrá que empezar a construir otro AGP si quiere seguir produciendo electricidad con energía nuclear. 

#### Elriesgo deaccidentes nucleares.
La controversia y oposición a la generación nuclear de energía, se basa en parte en que dicha forma de generación nunca está exenta de riesgo de sufrir accidentes nucleares y sus graves consecuencias para las personas y el medio ambiente.
Desde los albores de la energía nuclear, se han producido numerosos accidentes nucleares civiles y militares, el primero documentado (civil), el de Chalk River (Canadá) en 1952. Después se sucedieron muchos mas, entre otros reseñables,  el accidente de Kyshtym (Unión Soviética) en 1957, el del 24 de mayo de 1958, de nuevo en Chalk River (Canadá), en 1959 en Estados Unidos, en el Laboratorio de Santa Susana Field, cerca de Simi Valley, California, el del SL-1, o Stationary Low-Power Reactor Number One en Idaho Falls, Idaho (EE. UU.), el de la central nuclear de Bohunice (Checoslovaquia) en 1977, Three Mile Island (EE.UU) en 1979, Chernóbil (Unión Soviética) en 1986, los accidentes de Tokaimura  en 1997 y 1999, así como el de Fukushima en 2011, los tres en Japón.

Si bien es cierto que desde los sucesos de Chernóbil y Three Mile Island, las medidas de seguridad en las centrales son muchísimo más estrictas y hacen que la posibilidad de que se produzcan accidentes nucleares se reduzcan drásticamente, también es verdad, que la cantidad y variedad de los numerosos accidentes e incidentes nucleares acaecidos desde que se inició la producción nuclear como los accidentes de Tokaimura y Fukushima en Japón (por ejemplo), nos hace suponer que aunque existan todas las medidas de seguridad necesarias, la energía nuclear nunca está totalmente exenta de riesgos, si no bien al contrario. Y es que todos los niveles de la cadena del combustible nuclear, desde la extracción del uranio hasta el almacenamiento de los residuos radiactivos, son peligrosos para el planeta y todos los seres vivos que habitan en ella. La radiación es virtualmente eterna (cientos de miles de años). Esto hace que los posibles y probables fallos en centrales nucleares se conviertan en auténticos desastres tanto para la población como para la naturaleza, a diferencia de otras fuentes energéticas. Esto se debe a que las reacciones nucleares por fisión generan unas reacciones en cadena que si los sistemas de control fallasen provocarían una severa emisión radiactiva. Así, la cantidad de accidentes nucleares civiles, los salvados in extremis, como el de Blayais  (Francia) o como el de Vandellos I en 1989, producidos en la historia es tan abultado, que muestra con claridad la peligrosidad intrínseca de la industria nuclear.

Número hipotético de muertes globales que habrían resultado de la producción de energía si la producción de energía mundial se cubriera a través de una sola fuente de energía en 2014.

El apoyo del movimiento contra las centrales nucleares aumentó significativamente en 1979 tras el accidente de Three Mile Island y llegó a su punto más álgido en el año 1986 tras el accidente de Chernóbil. A partir de ese instante algunos gobiernos (sobre todo europeos) promovieron el cierre de las nucleares en algunos casos, y deteniendo los proyectos en marcha en otros. En España se promulgó la moratoria nuclear, por la que se detenían los proyectos de nuevos reactores nucleares en marcha. A cambio se indemnizaba a las empresas eléctricas que habían invertido en esos proyectos con una fracción de los recibos del consumo eléctrico.

#### El peligro terrorista y vulnerabilidad de las centrales nucleares
Aunque los servicios de seguridad de los distintos países siempre han considerado las instalaciones nucleares -y en concreto las centrales nucleares- como vulnerables a posibles ataques terroristas, es a raíz de los Atentados del 11 de septiembre de 2001 perpetrados por Al Qaeda cuando se acrecienta el peligro real a un ataque terrorista a instalaciones nucleares y se revisan las condiciones de seguridad internas y externas de las centrales. 
En España los servicios de información antiterrorista han advertido en varias ocasiones de la vulnerabilidad de las centrales nucleares ante un ataque terrorista señalando que podría ser devastador. El reforzamiento de la seguridad supone un incremento de los costes tanto para las empresas -responsables de la seguridad interior de las centrales- como para el presupuesto de los países -que debe vigilar el espacio aéreo, los accesos, etc. y poder responder de manera eficiente ante un posible ataque.
A partir de finales de los 70 algunos grupos terroristas o ecoterroristas llevaron a cabo varios atentados aprovechando la excusa ecologista. Entre otros, el asesinato del ingeniero jefe de la Central nuclear de Lemóniz en 1981 que provocó posteriormente la detención definitiva de su construcción, una bomba en el exterior del Lawrence Livermore National Laboratory de EE. UU. en 1987 o sobre el reactor rápido reproductor Superfénix, donde un activista verde suizo lanzó 5 granadas con un lanzador ruso contra el reactor aún no finalizado en 1982.

#### Otros riesgos
Por añadidura, dado que las centrales nucleares son instalaciones industriales complejas, con altos números de trabajadores implicados en ellas (entre 500 y 800), también cabe tener en cuenta el riesgo cierto de accidentes laborales no relacionados con la radiactividad

## Argumentos esgrimidos por algunos organismos

### Greenpeace
Los motivos esgrimidos por esta organización para su política en contra de la energía nuclear son:
- La energía nuclear es insostenible e ineficaz frente al cambio climático
- La energía nuclear es peligrosa,
- La energía nuclear no ha sido capaz de encontrar una solución satisfactoria al problema de sus residuos radioactivos,
- La energía nuclear produce un impacto radiológico,
- La energía nuclear ha perdido la batalla de la competitividad económica,
- La energía nuclear posee una íntima relación con los usos militares
- La energía nuclear es impopular.

### Asociación Nuclear Mundial
Esta asociación, que busca promocionar el uso pacífico de la energía nuclear, esgrime los siguientes motivos para su uso:
- La energía nuclear contribuye en la reducción de los gases de efecto invernadero y por tanto actúa contra el cambio climático,
- El crecimiento de la población mundial supone un crecimiento en el consumo energético,
- Las energías renovables solo podrán contribuir con un 6% de la electricidad generada en el mundo en el 2030,
- La energía nuclear proporciona independencia energética y seguridad en el suministro,
- El uso de combustibles fósiles causa tres millones de muertes al año en todo el mundo según la OMS,
- La radiación que recibe la población proveniente de las centrales nucleares es despreciable frente a la recibida de la propia naturaleza y de las fuentes médicas,
- El volumen de residuos generados es diminuto frente a otras formas de energía,
- El uso de la energía nuclear no ha contribuido a la proliferación nuclear,
- La energía nuclear es y será competitiva,
- Su combustible estará disponible durante varios siglos.

### Ambientalistas Por la Energía Nuclear
Esta asociación, que promueve la energía nuclear para un mejor y más limpio planeta, plantea que:
- La oposición a la energía nuclear es uno de los mayores errores del siglo pasado,
- Bien gestionada, la energía nuclear es una energía muy limpia,
- No emite gases de efecto invernadero,
- Utiliza muy pocos materiales de construcción (por kWh generado) en comparación con la eólica o la solar,
- Produce muy pocos residuos (y casi totalmente confinados),
- Es muy segura

### Movimiento Ibérico Antinuclear
El Movimiento Ibérico Antinuclear se crea en noviembre de 2015 con personas y colectivos de muy diferentes perfiles, desde personas y colectivos que participan o participaron activamente en el movimiento antinuclear, ecologista, etc., tanto en el Estado español como en el portugués.
El Movimiento Ibérico Antinuclear y las organizaciones firmantes del su manifiesto, recuerdan entre otras cosas que:
- La energía nuclear es una tecnología que fue desarrollada por motivos militares, y cuyo crecimiento solamente fue posible gracias al apoyo económico y político de los gobiernos, siendo un pilar clave en la proliferación nuclear. Una energía que se convirtió desde su origen en una transferencia continua de recursos de los ciudadanos a las grandes multinacionales y los bancos.

- La energía nuclear es cara, sucia y peligrosa. Los graves accidentes ocurridos a lo largo de su historia, como los de Harrisburg, Chernóbil o Fukushima, muestran con claridad el riesgo que implica la energía nuclear. Un riesgo siempre presente que supone enormes inversiones económicas en materia de seguridad y aumentan exponencialmente el coste de la energía nuclear. Además la generación de miles de toneladas de residuos radiactivos, que mantienen su toxicidad durante miles de años hipotecando de por vida las generaciones futuras. Todo ello convierte a la nuclear en una energía demasiado costosa en términos sociales, ambientales y energéticos.

- El funcionamiento hasta los 60 años supone un riesgo inaceptable puesto que los accidentes serán más probables en un parque nuclear envejecido. La radiactividad no conoce las fronteras, así, un escape de cualquiera de los reactores en Almaraz por ejemplo, podría afectar a Portugal.

- Este alargamiento implicaría también un aumento considerable de los residuos radiactivos a gestionar. Especialmente los de alta actividad que son peligrosos durante cientos de miles de años y para los que no existe una forma de gestión aceptable.

- La única razón para el alargamiento nuclear es continuar con la obtención de beneficios millonarios a través de la factura eléctrica y otras subvenciones costeadas por la ciudadanía. Su mera existencia supone un enorme freno al desarrollo de las energías renovables, que constituyen la auténtica garantía para un sistema energético 100 % renovable. Del mismo modo que el inicio de su desmantelamiento es un momento clave para abordar un auténtico desarrollo alternativo para las regiones nucleares.

- El proyecto de construcción de un cementerio nuclear en Villar de Cañas (Cuenca) en unos terrenos inapropiados, con un riesgo geológico inasumible, es otro de los despropósitos del actual gobierno que muestra la incapacidad para afrontar un debate trascendental como es el de la gestión de estos residuos altamente peligrosos. Tampoco queremos el cementerio nuclear de el Cabril

- Un debate que ha sido ignorado en Salamanca donde a pesar de la enorme oposición de los vecinos y de la hipoteca que supondrá para todo el campo del Yeltes, el CSN, y los gobiernos de España y de Castilla y León, han dado los permisos para la que sería la única mina de uranio a cielo abierto de Europa. Tanto es así, que sin haber finalizado todos los trámites se ha permitido a la multinacional australiana Berkely arrasar el territorio y talar encinas centenarias para explotar un yacimiento que no es rentable.

### Panel Intergubernamental del Cambio Climático
En su último informe (el cuarto), el IPCC contempla el uso de la energía nuclear para la reducción de la emisión de gases de efecto invernadero aduciendo:
- La falta de seguridad en el petróleo, el gas y la electricidad, puede promocionar el uso de tecnologías de baja emisión de carbono, como la nuclear, las renovables o el secuestro de carbono,
- Las nuevas tecnologías, que pueden mejorar el acceso a una energía limpia, incluyen el uso de nucleares avanzadas,
- La aceptación de los nuevos diseños de centrales nucleares es mayor,
- Para alcanzar la demanda de energía se necesitará una combinación de fuentes energéticas: fósiles, renovables y nuclear,
- Hay incertidumbres asociadas a la energía nuclear porque los mercados financieros les aplican mayores intereses para cubrir la percepción del riesgo,
- Tras la crisis del petróleo de los 70, tanto el gas natural como la energía nuclear ganaron mercado y, junto a las energías renovables, siguen teniendo un papel en la reducción de los gases de efecto invernadero,
- La emisión de gases de efecto invernadero, en el ciclo de vida de una nuclear, es comparable a la de las energías renovables,
- El reproceso, el particionamiento y la tecnología de transmutación pueden minimizar los volúmenes y toxicidad de los residuos,
- La experiencia de las tres décadas pasadas ha demostrado que la energía nuclear puede ser beneficiosa si se emplea cuidadosamente,
- Existe uranio suficiente para siglos, y con los reactores reproductores rápidos la capacidad se multiplicaría por un factor adicional de 8,
- La energía nuclear y las renovables serían más competitivas si se aplicaran los costes de las externalidades al gas y al carbón.

### Colectivos a favor
La sección de la población a favor de la aplicación de lo nuclear para mejorar nuestra calidad de vida abarca a todos los ámbitos sociales aunque sin embargo encontramos en el ámbito científico una fuerte carga de argumentos basados en estadísticas y en hechos razonables en lugar de en comparaciones con hechos históricos. En la universidad de Sevilla cuentan con un fuerte apoyo que consiguió convertir a su mujer en una ecologista pronuclear. Manuel Lozano Leyva es catedrático de Física Atómica, Molecular y Nuclear en la Universidad de Sevilla. A pesar de ser un ecologista reconocido y de reconocerse defensor de las energías renovable encuentra que el mundo mitifica demasiado la cuestión de la energía nuclear. Para él la cuestión se centra en el respaldo de las renovables: “Mi opción para el futuro, y creo que es lo progresista, es renovables respaldadas por nucleares. Y, a ser posible, nada de petróleo, nada de gas y nada de carbón” (Ansede M., Público, 13/04/2009).
	Sus argumentos descalabran los de los ecologistas mediante el uso de la ciencia y la lógica progre. En cuanto a uno de los problemas de los que más se quejan los que se posicionan en contra, los residuos, el catedrático ataca con que, si comparamos, un español produce al año un millón menos de residuos atómicos que de CO2, emisión que actualmente está a la orden del día del cambio climático. 
	Entre los argumentos más populares que manejan los pronucleares se encuentran:
- Son poco contaminantes.
- Los residuos son, mediante una buena legislación, controlables y reciclables.
- La distribución de energía nuclear se realiza a lo largo de todo el globo y no hay escasez como es el caso de los fósiles como el petróleo.
- Son económicamente estables y competitivas y más rentables que las energías alternativas.
- Para el futuro es la opción más viable y eficaz a corto plazo.

### Colectivos en contra
Lo más común es encontrar entre los grupos de presión antinucleares a asociaciones y organizaciones ecologistas aunque es entrar en error si los agrupamos a todos en el mismo saco puesto que hay ecologistas a favor de la energía atómica. 
	Uno de los grupos que más actividad ha tenido enfrentándose mediante acciones legales a la situación de un globo nuclear ha sido la organización Ecologistas en Acción los cuales intentaron ya en 2005 recabar las firmas suficientes para hacer llegar al gobierno una serie de propuestas. Está recogida de firmas la llevaron a cabo con otras 47 asociaciones de la misma ideología. Entre los objetivos que ofertaban a los gobiernos europeos se encontraba: 
- Detener la construcción de nuevos reactores e instalaciones nucleares.
- Realizar un plan de abandono de la energía nuclear.
- Invertir masivamente en el ahorro de energía y en el desarrollo de las energías renovables
- Revocar el tratado Euratom que financia masivamente la energía nuclear mediante fondos públicos.

#### Japón
Estados Unidos durante los años 1960 apoyó a Japón para que adoptara la energía nuclear como fuente principal de energía ya que tenía difícil acceso a otras fuentes energéticas. Además Estados Unidos era entonces el dueño de la tecnología nuclear y dominaba la minería de uranio y boro. General Electric y Westinghouse fueron las empresas encargadas de instalar una red de plantas nucleares en Japón. Japón se incorporó entonces a la OIEA, organización promovida por Estados Unidos, y firmó el Tratado de No Proliferación Nuclear.
En 1997 y 1999 se produjeron los accidentes de Tokaimura, el segundo de ellos especialmente severo, con graves daños a personas y el medio ambiente. Seis altos cargos de la empresa JCO fueron condenados a penas de entre dos y cuatro años de cárcel por negligencia  a responder por los daños causados y gastos ocasionados. A más de 20 años del accidente del 30 de septiembre de 1999, se recuerda que hubo fallas en el sistema de atención de emergencias, y que Japón debe decidir qué lecciones ha aprendido de este accidente nuclear. 
La Central nuclear Fukushima I fue diseñada por la compañía estadounidense General Electric y comenzó a generar energía (fue conectada a la red eléctrica) en el año 1971.Esta central sufrió un grave accidente nuclear el 11 de marzo de 2011. En el mismo, debido a un tsunami producido por un terremoto, se produjo la fusión de tres de los núcleos y de dos depósitos de combustible usado. A los pocos días del accidente se clasificó como INES 7 (anteriormente sólo Chernóbil había obtenido esa clasificación).
Una encuesta publicada antes del seísmo y el tsunami del 11 de marzo y de la crisis en la central Fukushima, reflejaba que el 52% de los japoneses estaba a favor de los planes nucleares, mientras un 18% se pronunciaba en contra. A más de dos meses del suceso, se informó que la contaminación del suelo en torno de la central de Fukushima es similar a la de los niveles hallados tras la catástrofe atómica de Chernóbil, en Ucrania, en 1986.
Tras el desastre, el 42% de los japoneses prefieren abandonar los planes de energía atómica, mientras que 34% está de acuerdo con su uso civil, reveló una encuesta que demuestra que a raíz del desastre en curso en la central de Fukushima la población cambió en forma drástica de opinión.

#### Otros  países
En Alemania, el 19% está a favor, mientras el 81% en contra, mientras en Rusia el 36% apoya este tipo de energía, contra el 52% que se opone.
En Corea del Sur y en China también se nota un crecimiento de los ciudadanos que están en contra de la energía atómica, a pesar de que su uso civil es corriente. Sin embargo, siguen contando con porcentajes altos entre la población pro nuclear; el 45% y el 48%, respectivamente, son los ciudadanos que están en contra del uso civil de la energía nuclear.
En Francia (55%) y Estados Unidos (45%), número uno y dos en el sector, los que apoyan este tipo de energía todavía son mayoría.